# Сомарива Перно
Сомарѝва Пѐрно (на италиански: Sommariva Perno; на пиемонтски: Somariva-l'Auta, Сомарива-л'Аута) е малко градче и община в Северна Италия, провинция Кунео, регион Пиемонт. Разположено е на 389 m надморска височина. Населението на общината е 2847 души (към 2010 г.).